# 王祉怡
王祉怡（2000年4月29日—），湖北荆州人，中国女子羽毛球运动员。

## 簡歷
王祉怡在沙市红星路小学毕业后，便進入了湖北省队跟着魏轶力教练训练。
2014年，王祉怡获得全国13岁少年乙组单打冠军及14岁少年甲组双打冠军，她因此凭着优异表现进入了中国国家羽毛球青年队。然而，由於伤病關係，她之後临时返回湖北省队。
2017年1月，王祉怡出戰中國羽毛球國際挑戰賽，她在女子單打決賽中以1比3（9-11、13-10、9-11、7-11）不敵隊友蔡炎炎，得到亞軍，而女雙方面亦只能止步於四強。
2018年10月，王祉怡参加2018年青年奧運會羽球比賽，一路杀进最后决赛，最终以1比2（21-16、13-21、19-21）惜败2015年世青赛冠军，马来西亚选手吳堇溦，获得女单亚军。

## 主要比賽成績
只列出曾進入準決賽的國際賽事成績：
| 年份   | 賽事                       | 公開賽級別 | 項目     | 搭檔 | 成績   |
| ------ | -------------------------- | ---------- | -------- | ---- | ------ |
| 2017年 | 中國羽毛球國際挑戰賽       | 國際挑戰賽 | 女子單打 | －   | 亞軍   |
| 2017年 | 中國羽毛球國際挑戰賽       | 國際挑戰賽 | 女子雙打 | 陈琛 | 準決賽 |
| 2017年 | 世界青年羽毛球錦標賽       | 其他       | 混合團體 | －   | 冠軍   |
| 2017年 | 韓國羽毛球大師賽           | 大獎賽     | 女子單打 | －   | 準決賽 |
| 2018年 | 中國陵水羽毛球大師賽       | 超級100賽  | 女子單打 | －   | 準決賽 |
| 2018年 | 馬來西亞羽毛球國際挑戰賽   | 國際挑戰賽 | 女子單打 | －   | 冠軍   |
| 2018年 | 亞洲青年羽毛球錦標賽       | 其他       | 混合團體 | －   | 冠軍   |
| 2018年 | 亞洲青年羽毛球錦標賽       | 其他       | 女子單打 | －   | 冠軍   |
| 2018年 | 青年奧林匹克運動會羽球比賽 | 其他       | 女子單打 | －   | 银牌   |
| 2018年 | 世界青年羽毛球錦標賽       | 其他       | 混合團體 | －   | 冠軍   |
| 2018年 | 世界青年羽毛球錦標賽       | 其他       | 女子單打 | －   | 季軍   |
| 2019年 | 奧地利羽毛球公開賽         | 國際挑戰賽 | 女子單打 | －   | 冠軍   |
| 2019年 | 加拿大羽毛球公開賽         | 超級100賽  | 女子單打 | －   | 亞軍   |
| 2019年 | 美國羽毛球公開賽           | 超級300賽  | 女子單打 | －   | 冠軍   |
| 2019年 | 白俄羅斯羽毛球國際賽       | 國際系列賽 | 女子單打 | －   | 冠軍   |
| 2019年 | 越南羽毛球公開賽           | 超級100賽  | 女子單打 | －   | 準決賽 |
| 2019年 | 印尼瑪琅市長羽毛球大師賽   | 超級100賽  | 女子單打 | －   | 冠軍   |
| 2019年 | 荷兰羽毛球公开赛           | 超級100賽  | 女子單打 | －   | 冠軍   |
| 2019年 | 馬來西亞羽毛球國際挑戰賽   | 國際挑戰賽 | 女子單打 | －   | 冠軍   |
| 2020年 | 印度尼西亞羽毛球大師賽     | 超級500賽  | 女子單打 | －   | 準決賽 |
| 2021年 | 蘇迪曼盃                   | 其他       | 混合團體 | －   | 冠軍   |
| 2021年 | 優霸盃                     | 其他       | 女子團體 | －   | 冠軍   |
| 2022年 | 韓國羽毛球大師賽           | 超級300賽  | 女子單打 | －   | 準決賽 |
| 2022年 | 亞洲羽毛球錦標賽           | 其他       | 女子單打 | －   | 冠軍   |
| 2022年 | 優霸盃                     | 其他       | 女子團體 | －   | 亞軍   |
| 2022年 | 印尼羽毛球公開賽           | 超級1000賽 | 女子單打 | －   | 亞軍   |
| 2022年 | 馬來西亞羽毛球公開賽       | 超級750賽  | 女子單打 | －   | 準決賽 |
| 2022年 | 新加坡羽毛球公開賽         | 超級500賽  | 女子單打 | －   | 亞軍   |
| 2023年 | 印尼羽毛球大師賽           | 超級500賽  | 女子單打 | －   | 準決賽 |
| 2023年 | 蘇迪曼盃                   | 其他       | 混合團體 | －   | 冠軍   |
| 2023年 | 亞洲運動會羽毛球比賽       | 其他       | 女子團体 | －   | 銀牌   |
| 2023年 | 北極羽毛球公開賽           | 超級500賽  | 女子單打 | －   | 亞軍   |
| 2023年 | 中國羽毛球大師賽           | 超級750賽  | 女子單打 | －   | 準決賽 |
| 2024年 | 印度羽毛球公開賽           | 超級750賽  | 女子單打 | －   | 準決賽 |
| 2024年 | 印尼羽毛球大師賽           | 超級500賽  | 女子單打 | －   | 冠軍   |
| 2024年 | 亞洲羽毛球錦標賽           | 其他       | 女子單打 | －   | 冠軍   |
| 2024年 | 優霸盃                     | 其他       | 女子團體 | －   | 冠軍   |
| 2024年 | 泰國羽毛球公開賽           | 超級500賽  | 女子單打 | －   | 準決賽 |
| 2024年 | 馬來西亞羽毛球大師賽       | 超級500賽  | 女子單打 | －   | 冠軍   |
| 2024年 | 印尼羽毛球公開賽           | 超級1000賽 | 女子單打 | －   | 準決賽 |
| 2024年 | 韓國羽毛球公開賽           | 超級500賽  | 女子單打 | －   | 亞軍   |
| 2024年 | 中國羽毛球公開賽           | 超級1000賽 | 女子單打 | －   | 冠軍   |
| 2024年 | 丹麥羽毛球公開賽           | 超級750賽  | 女子單打 | －   | 冠軍   |
| 2024年 | 世界羽聯世界巡迴賽總決賽   | 總決賽     | 女子單打 | －   | 冠軍   |
| 2025年 | 馬來西亞羽毛球公開賽       | 超級1000賽 | 女子單打 | －   | 亞軍   |
| 2025年 | 全英羽毛球公開賽           | 超級1000賽 | 女子單打 | －   | 亞軍   |
| 2025年 | 蘇迪曼盃                   | 其他       | 混合團體 | －   | 冠軍   |
| 2025年 | 馬來西亞羽毛球大師賽       | 超級500賽  | 女子單打 | －   | 冠軍   |
| 2025年 | 新加坡羽毛球公開賽         | 超級750賽  | 女子單打 | －   | 亞軍   |
| 2025年 | 印尼羽毛球公開賽           | 超級1000賽 | 女子單打 | －   | 亞軍   |
| 2025年 | 日本羽毛球公開賽           | 超級750賽  | 女子單打 | －   | 亞軍   |
| 2025年 | 中國羽毛球公開賽           | 超級1000賽 | 女子單打 | －   | 冠軍   |

| 2007-2017年 | 首要超級賽 | 超級賽 | 黃金大獎賽 | 大獎賽 | 國際挑戰賽 | 國際系列賽 | 未來系列賽 | 其他 |

| 2018-2026年 | 總決賽 | 超級1000賽 | 超級750賽 | 超級500賽 | 超級300賽 | 超級100賽 | 國際挑戰賽 | 國際系列賽 | 未來系列賽 | 其他 |

### 世界冠軍頭銜
王祉怡在羽毛球生涯中共奪得5項羽毛球世界冠軍頭銜。
| 賽事     | 奪冠次數 | 年份                             |
| -------- | -------- | -------------------------------- |
| 蘇迪曼盃 | 3        | 2021年 2023年 2025年（混合團體） |
| 優霸盃   | 2        | 2020年 2024年（女子團體）        |
| 總計     | 5        |                                  |

### 奧運會和世錦賽參賽紀錄
|          | 2021 | 2022 | 2023 |
| -------- | ---- | ---- | ---- |
| 女子單打 | 16強 | 16強 | 8強  |

## 其他獎項
| 年份   | 頒獎典禮               | 獎項                   | 結果 | 參考  |
| ------ | ---------------------- | ---------------------- | ---- | ----- |
| 2024年 | BWF 2024年度最佳運動員 | 年度最佳女子單打運動員 | 提名 | [ 5 ] |